# Pyrgocyphosoma vallicola
Pyrgocyphosoma vallicola är en mångfotingart som först beskrevs av Filippo Silvestri 1898.  Pyrgocyphosoma vallicola ingår i släktet Pyrgocyphosoma och familjen knöldubbelfotingar. Inga underarter finns listade i Catalogue of Life.